# Rudolf Fisch (Mediziner)
Samuel Rudolf Fisch (* 19. November 1856 in Aarau; † 2. Dezember 1946 in Wädenswil) war ein Schweizer Missionsarzt.

## Leben
Rudolf Fisch wurde am 19. November 1856 als Sohn des Postschreibers Ulrich Rudolf Fisch und der Nina, geborene Keller, in Aarau geboren. Fisch, der zunächst eine Sattlerlehre einschlug, trat 1875 in die Basler Mission ein, wo er sich zum Missionar ausbilden liess. Im Jahre 1880 begann er ein Medizinstudium an der Universität Basel, das er 1884 mit einer Dissertation in Ophthalmologie abschloss. Von 1885 bis 1911 wirkte Fisch als Missionsarzt an der Goldküste in Ghana, das damals zu den Britischen Kolonien gehörte.
Rudolf Fisch, der 1887 Emma, geborene Schneider ehelichte, verstarb am 2. Dezember 1946 zwei Wochen nach Vollendung seines 90. Lebensjahres in Wädenswil.

## Wirken
Rudolf Fisch führte einen hartnäckigen Kampf gegen Malaria, für bessere Hygienebedingungen, für die Chinin-Prophylaxe und gegen Alkoholismus. Er war als «Star-Operateur» und Allgemein-Chirurg geschätzt. 1900 eröffnete er in Aburi das erste Spital des Landes. Acht Jahre zuvor hatte er das Fahrrad eingeführt.

## Werk
- Tropische Krankheiten, 1894, 4. Auflage 1913;